# Konstantin Savchishkin
Konstantin Savchishkin –en ruso, Константин Савчишкин– (15 de noviembre de 1973) es un deportista ruso que compitió en judo. Ganó una medalla de bronce en el Campeonato Europeo de Judo de 1996 en la categoría de –78 kg.
Participó en los Juegos Olímpicos de Atlanta 1996, donde finalizó noveno en la categoría de –78 kg.

## Palmarés internacional
| Campeonato Europeo | Campeonato Europeo     | Campeonato Europeo | Campeonato Europeo |
| Año                | Lugar                  | Medalla            | Categoría          |
| ------------------ | ---------------------- | ------------------ | ------------------ |
| 1996               | La Haya (Países Bajos) | Medalla de bronce  | –78 kg             |